# THAP2
THAP2‏ (THAP domain containing 2) هوَ بروتين يُشَفر بواسطة جين THAP2 في الإنسان.